# Shinkō Kinema
La Shinkō Kinema era una casa di produzione cinematografica giapponese, attiva nello scenario pre-bellico. Produsse innumerevoli film muti ed in bianco e nero, prima di fondersi nel 1942 con la Daito per formare l'attuale Kadokawa Pictures (per la verità prima chiamata Dai-Nippon Eiga Seisaku). Allora come adesso la sede è Tokyo, Giappone.

## Lista attori/registi che hanno collaborato con la casa di produzione
- Kōzō Saeki, (regista)
- Isuzu Yamada, (attrice)
- Tateoka Kennosuke, (attore)